# Етингхаузен
Етингхаузен (њем. Ettinghausen) општина је у њемачкој савезној држави Рајна-Палатинат. Једно је од 192 општинска средишта округа Вестервалд. Према процјени из 2010. у општини је живјело 319 становника. Посједује регионалну шифру (AGS) 7143220.

## Географски и демографски подаци
Етингхаузен се налази у савезној држави Рајна-Палатинат у округу Вестервалд. Општина се налази на надморској висини од 401 метра. Површина општине износи 2,4 km². У самом мјесту је, према процјени из 2010. године, живјело 319 становника. Просјечна густина становништва износи 134 становника/km².